# Arnaldo Costa Cabral de Quadros
Arnaldo Costa Cabral de Quadros  ( - 28 de fevereiro de 1949) foi um militar do Exército Português e um espírita português. Como oficial atingiu o posto de General.

## Biografia
Foi um dos fundadores da Federação Espírita Portuguesa (FEP), tendo feito parte da Junta Consultiva dos primeiros Corpos Sociais de 1926. Colaborou com a instituição até 1940, ano em que se demitiu por não concordar com o procedimento da Direcção então vigente e com a maneira como a mesma estava a utilizar o legado que Firmino da Assunção Teixeira deixara para os Centros Espíritas do país e para a própria Federação, sem qualquer justificação ou satisfação para os seus legítimos beneficiários.
Contribuiu para a construção da Sede própria da FEP e foi autor de inúmeros artigos publicados na "Revista de Espiritismo" e na revista "Estudos Psíquicos" (segunda fase), sendo assinante desta última desde o seu primeiro número.
Em artigo publicado na "Revista de Espiritismo", órgão da FEP, afirma ser espiritualista devido às provas concludentes encontradas no estudo teórico e prático do Espiritismo, sendo que, os estudos científicos que de seguida encetou e que muito o agradaram, também lhe continuaram a ensinar o "porquê" e o "para quê" da nossa existência.